# Wieniawka (Janki)
Wieniawka – część wsi Janki (do 31 grudnia 2002 kolonia) w Polsce, położona w województwie lubelskim, w powiecie hrubieszowskim, w gminie Horodło.
W latach 1975–1998 miejscowość należała administracyjnie do województwa zamojskiego.